# Septennat (Deutsches Kaiserreich)
Septennat (von lat. septem = „sieben“ und annus = „Jahr“: ein Zeitraum von sieben Jahren) bezeichnet in der Geschichte des Deutschen Kaiserreichs einen Kompromiss zwischen Reichskanzler Otto von Bismarck und dem Reichstag über die Finanzierung der Militärausgaben.
Nach der Beendigung des preußischen Verfassungskonflikts blieb die Frage des Militäretats ein potenzieller Konfliktpunkt zwischen Regierung und Parlament. Der Reichstag des Norddeutschen Bundes hatte 1867 einen Etat für vier Jahre bewilligt (das sog. Pauschquantum). Nach seinem Auslaufen und der Gründung des Kaiserreichs 1871 wurde die Regelung bereits nur unter Mühen um drei Jahre verlängert. 
Ursprünglich forderte das Militär um Albrecht von Roon, von Bismarck 1874 nur halbherzig unterstützt, mit dem so genannten Aeternat (von lat. aeternum = „ewig“), dass der Reichstag die Militärausgaben ohne zeitliche Begrenzung bewilligen sollte. Dies hätte jedoch in einem zentralen Etatbereich eine starke Einschränkung des Budgetrechts des Reichstages bedeutet. Immerhin machte der Wehretat 70 bis 75 % des Gesamthaushalts aus. Im Reichstag hatten die liberalen Parteien mit zusammen 204 von 397 Abgeordneten die absolute Mehrheit. Die Fortschrittspartei und der linke Flügel der Nationalliberalen waren bereit, für die alljährliche Bewilligung des Militäretats zu kämpfen.
Der rechte Flügel der Nationalliberalen blieb allerdings auf Regierungskurs. Um ein Auseinanderfallen der Partei zu verhindern, wurde mit dem Septennat ein Kompromiss vorgeschlagen. Um einen ähnlich langwierigen Konflikt wie während des Verfassungskonflikts zwischen 1861 und 1866 zu vermeiden, ging Bismarck darauf ein. Nunmehr wurde der Wehretat alle sieben Jahre neu beschlossen. 1880 konnte Bismarck das zweite Septennat nach der konservativen Wende, in der sich die etablierten Parteien gegen die Sozialdemokratie (Sozialistengesetz von 1878) als neuem „Reichsfeind“ verbündeten, schnell durchbringen.
1887 drohte Bismarck mit einer „Kriegsgefahr“ und konnte das Septennat damit unter großen Schwierigkeiten abermals durchbringen. Franz August Schenk von Stauffenberg von der oppositionellen Deutschen Freisinnigen Partei hatte am 14. Januar 1887 im Reichstag den Antrag gestellt, die von der Regierung gewünschte Heeresstärke für drei, nicht aber für sieben Jahre zu gewähren. Der Antrag Stauffenbergs wurde mit 186 zu 154 Stimmen angenommen. Bismarck löste daraufhin noch vor Inkrafttreten des Gesetzes den Reichstag auf und ließ Neuwahlen ausschreiben. Bei den Neuwahlen im Februar 1887 gewann unter anderem daher die Bismarck und damit den Kaiser unterstützende konservative Koalition entscheidende Sitze hinzu. Erst unter der Kanzlerschaft Leo von Caprivis wurde die Zeitspanne ab 1893 auf fünf Jahre (Quinquennat) – analog zu den Legislaturperioden – verkürzt.
Das Eingehen des Parlaments auf das Septennat wahrte der Form nach das Etatrecht des Reichstages, bedeutete aber das Ende der parlamentarischen Bemühungen um ein vollständiges Bewilligungsrecht des Reichstages im Wehrbereich und verstärkte das vom Kaiser gewünschte und von Bismarck angestrebte De-facto-Primat der Exekutive über die Legislative und die Sonderstellung des Militärs im Kaiserreich. Das Tauziehen um einen echten Parlamentarismus etwa nach englischem Muster war damit für die noch verbleibende Periode der Kanzlerschaft Bismarcks beendet.